# Lars Erik Walfridson
Lars Erik Walfridson, född 16 januari 1955, var en rally- och rallycrossförare under 1970 och 1980-talet. Bröderna Per-Inge Walfridson och Stig-Olov Walfridson var också framgångsrika rallyförare. Lars Erik Walfridson arbetar i dag inom Helmiakoncernen.

## Meriter
- 1976 1:a SM klassen (special) i Svenska Rallyt
- 1977 3:a Svenska Rallyt std A
- 1978 1:a Volvocup i rallycross. 1:a Svenska Rallyt klass special och 8:a totalt
- 1979 Volvo Cup-mästare i Rallycross
- 1984 1:a totalt i Grenslands-rallyt i Belgien
- 1985 1:a totalt i Grenslands-rallyt i Belgien